# Contea di Kane (Utah)
La contea di Kane, in inglese Kane County, è una contea dello Stato dello Utah, negli Stati Uniti. Il capoluogo è Kanab.

## Geografia
La contea si trova nel centro-sud dello Stato. Il territorio, desertico, rientra nell'altopiano del Colorado. Il confine est è costituito dal Lago Powell. La parte a nord-ovest è ricoperta di foreste.
Tra le numerose aree protette che la contea ospita, ci sono il parco nazionale del Bryce Canyon, la foresta nazionale di Dixie e il Parco nazionale di Zion.

### Contee confinanti
- Contea di Garfield - nord
- Contea di San Juan - est
- Contea di Mohave (Arizona) - sud-ovest
- Contea di Coconino (Arizona) - sud
- Contea di Washington - ovest
- Contea di Iron - nord-ovest

## Storia
La contea fu creata nel 1864 da parti della contea di Washington e fu chiamata così in onore del militare Thomas L. Kane.

## Comuni
L'unica city della contea è Kanab, il capoluogo.

### Towns
- Alton
- Big Water
- Glendale
- Orderville